# Vidángoz
Vidángoz (cooficialmente en euskera: Bidankoze) es una villa y un municipio español de la Comunidad Foral de Navarra, situado en la merindad de Sangüesa, en la comarca de Roncal-Salazar, en el valle de Roncal y a 87 km de la capital de la comunidad, Pamplona. Su población en 2024 era de 76 habitantes (INE).
Su gentilicio es vidangoztarra[cita requerida] o bidankoztarra, tanto en masculino como en femenino. Coloquialmente se les conoce como brujosi.

## Toponimia
Vidángoz (ver Vidangos) pertenece a la serie de topónimos navarros que tienen una terminación en -oz. Julio Caro Baroja defendía que estos topónimos provenían de un nombre propio unido a ese sufijo que, al igual que otros sufijos como -iz o -ez, quizá hayan surgido de la evolución del sufijo latino -icus. Este sufijo también habría dado origen a los patronímicos utilizados en las lenguas romances de la península ibérica. En el caso de Navarra, son bastante frecuentes los patronímicos medievales acabados en -oz y entre ellos Caro Baroja rescató por ejemplo el de un tal García Vitacoz mencionado en un documento de 1106. Según Caro Baroja, de un nombre propio como Vita, a partir de Vitancus, que podría haber evolucionado como > Vitancoz > Vidángoz.
En la zona vasconavarra, Caro Baroja consideraba que los sufijos -oz, -ez e -iz, aplicados a la toponimia indicaban que en la antigüedad el lugar había sido propiedad de la persona cuyo nombre aparecía unido al sufijo: es posible que su origen se pueda remontar desde la Edad Media hasta la época del Imperio romano.
En lo que respecta al nombre vasco de la localidad, Bidankoze, este es el nombre que recibía en uskara, el dialecto local roncalés, mientras que en el resto de Navarra era llamado Bidangoz o Bidangotze y en el vecino valle de Salazar, Bidangotze. La pronunciación de Vidángoz como Bidankoze se debía a las peculiaridades del desaparecido dialecto roncalés. Actualmente, Bidankoze es nombre cooficial del municipio.

## Símbolos
El escudo de armas de la villa de Vidángoz tiene el siguiente blasón:

Cuartelado. 1.º, de azur y un puente de tres arcos de oro y sobre él la cabeza coronada de un rey moro. 2.º, de gules y un lebrel de plata siniestrado. 3.º, de gules y un castillo de plata. 4.º de azur y tres rocas de oro.

Este blasón es privativo de todo el valle de Roncal y de cada una de sus villas en particular.

## Geografía
La localidad de Vidángoz está situada en la parte Noreste de la Comunidad Foral de Navarra, dentro de la región geográfica de la Montaña de Navarra, la comarca geográfica de los Valles Pirenaicos Orientales, en el centro del valle de Roncal y a una altitud de 791 m s. n. m. Su término municipal tiene una superficie de 38,8 km² y limita al norte con el municipio de Uztárroz, al sur con el de Burgui, al este con el de Roncal y al oeste con los de Gallués, Güesa, Sarriés, Esparza de Salazar, Oronz y Ezcároz.

## Demografía
Vidángoz cuenta con una población de 76 habitantes (INE 2024).
| Gráfica de evolución demográfica de Vidángoz entre 1842 y 2021 |
| |
| Población de derecho según los censos de población del INE Población de hecho según los censos de población del INEEn este censo se denominaba Vidangos: 1842 En estos censos se denominaba Vidángoz: 1857, 1860, 1877, 1887, 1897, 1900, 1910, 1920, 1930, 1940, 1950, 1960, 1970, 1981 y 1991 |

## Fiestas
Se celebran el 28 de agosto en honor a San Agustín. Las fiestas dan comienzo a las 12 de la noche con la bajada de la bruja Maruxa desde una roca denominada Pitxorronga, esta bajada es acompañada por los jóvenes del pueblo que vestidos de negro como los antiguos brujos encienden una hoguera en lo alto de la peña y en ella van encendiendo sus antorchas uno a uno descendiendo por el camino hasta llegar a una plazuela donde esperan los asistentes ansiosos de fiesta, una vez en ella, con las antorchas encienden un gran fuego y todo el pueblo danza alrededor como en un desenfrenado aquelarre. Desde el balcón de casa Sanchena se lee el pregón de fiestas y aparece Maruxa en carne y hueso que es acompañada en un alegre pasacalle por todo el pueblo hasta la plaza donde da comienzo el baile.

## Personas destacadas
- Pedro Prudencio Hualde Mayo (1823-1879): Sacerdote. Párroco de Vidángoz durante más de 25 años (1853-1879). Fue uno de los colaboradores locales del filólogo francés Louis Lucien Bonaparte, que permitieron a este realizar sus estudios y su clasificación dialectal de la lengua vasca. Hualde tradujo al uskara roncalés el Evangelio según San Mateo y el Catecismo del Padre Astete. Estas obras y la correspondencia que mantuvo con Bonaparte han servido en buena parte para preservar el conocimiento de este dialecto, que dejó de hablarse durante el siglo XX en el valle.
- Mariano Saturnino Mendigacha Ornat (1832-1918): labrador de oficio. Fue otro de los colaboradores que tuvo Louis Lucien Bonaparte, para su trabajo. Tras morir Bonaparte,  trabajó con Resurrección María de Azkue, Con Azkue tuvo una relación epistolar en la que le relató cuentos, refranes y canciones de Vidángoz de gran valor etnográfico, así como usos y costumbres locales. También tradujo textos al uskara roncalés y al igual que Hualde, brindó importante información que ha contribuido a preservar el conocimiento del dialecto local del euskera.
- Justino Navarro Aizagar  (1904-¿?): pastor de oficio; estuvo dotado de una gran habilidad desde la infancia en la talla de madera lo que le valió ser descubierto y marchó a trabajar como escultor y artesano a Madrid en 1927.
- Arturo Arbizu Sanz (1972): pelotari de la especialidad de pelota mano. Tuvo una fructífera carrera como aficionado que coronó en 1999 con el título de la Copa del Mundo de Frontón de 36 metros en la especialidad de Mano Parejas. Pasó a profesionales con la empresa Asegarce en 2000 y jugó en esta categoría hasta 2007. Su mayor logro fue ser Campeón de Segunda de Parejas en 2001. Aunque es natural de Pamplona, sus padres son bidangoztarras.
- Julen de Carlos Artuch (1992): portero de balonmano. Jugó en la Liga Asobal entre 2011 y 2013 en las filas del Anaitasuna. Natural de Pamplona, su madre es de Vidángoz y mantiene una fuerte vinculación con esta localidad.